# Вільям Тревор
Вільям Тревор (англ. William Trevor; 24 травня 1928 — 21 листопада 2016) – ірландський письменник, автор романів та оповідань, член Ірландської академії літератури.

## Біографія

### Ранні роки, освіта
Вільям Тревор народився 24 травня 1928 року у Мітчелстауні, графство Корк, Ірландія.
Освіту отримав у Триніті-коледж (Дублін), який закінчив у 1950 році. 
Після навчання, у 1953 році переїхав до Англії де працював викладачем мистецтва.

### Літературна діяльність
Перший роман В. Тревора «Стандарт поведінки» був опублікований у 1958 році.
Дія його романів та оповідань розгортається в Ірландії та Британії і варіюється від чорних комедій до історичних досліджень.
Низка оповідань В. Тревора, зокрема «Бальний зал романтики та інші історії» (1972), «Ангели у Рітці та інші історії» (1975), «За межами блідості» (1981), була адаптована ним для сцени, телебачення та радіо. 
Помер В.Тревор у 21 листопада 2016 року. 

## Вибрані твори
- «Стандарт поведінки», роман, 1958;
- «Старі хлопці», роман, 1964;
- «Діти Дінмута», роман, 1976;
- «Пасинки долі», роман, 1983;
- «Подорож Феліції», роман, 1994;
- «Історія Люсі Голт», роман, 2002;
- «Зібрані оповідання», збірка оповідань, 2009;
- «Вибрані оповідання», збірка оповідань, 2010;
- «Кохання та літо», роман, 2008;
- «Останні історії», збірка оповідань, 2018 (видана посмертно)[7].

## Оцінка творчості
Як зазначено у статті видання «The Wall Street Journal» від 24.06.2020, «…мало хто із сучасних авторів короткої прози може передати атмосферу й тонкості особистості так точно й промовисто, як Вільям Тревор».
За словами літературного критика Бернарда О’Донахью «Сильною стороною його творів була непоказна досконалість стилю, через яку він виражав своє чуття справедливості…Він був одним з найвидатніших письменників про справедливість і страждання…».

## Відзнаки та нагороди
- Лауреат Готорнденської премії, 1965[10];
- У 1977 році В. Тревора було нагороджено почесним орденом Британської імперії за заслуги у літературі, а у 2002 році він отримав лицарське звання[11];
- У 1994 році отримав найвищу нагороду Королівського літературного товариства – звання «Літературний товариш» (Companion of  Literature)[12];
- Премія Коста (1976, 1983, 1994 роки)[13];
- Премія Sunday Express of the Year, 1994[14];
- Премія PEN/Macmillan Silver pen Award, 2001[15];
- Премія Irish Times, 2001[16];
- Букерівська премія (1970, 1976, 1991, 2002, 2009)[17].